# Jahrhundertwende

Postkarte

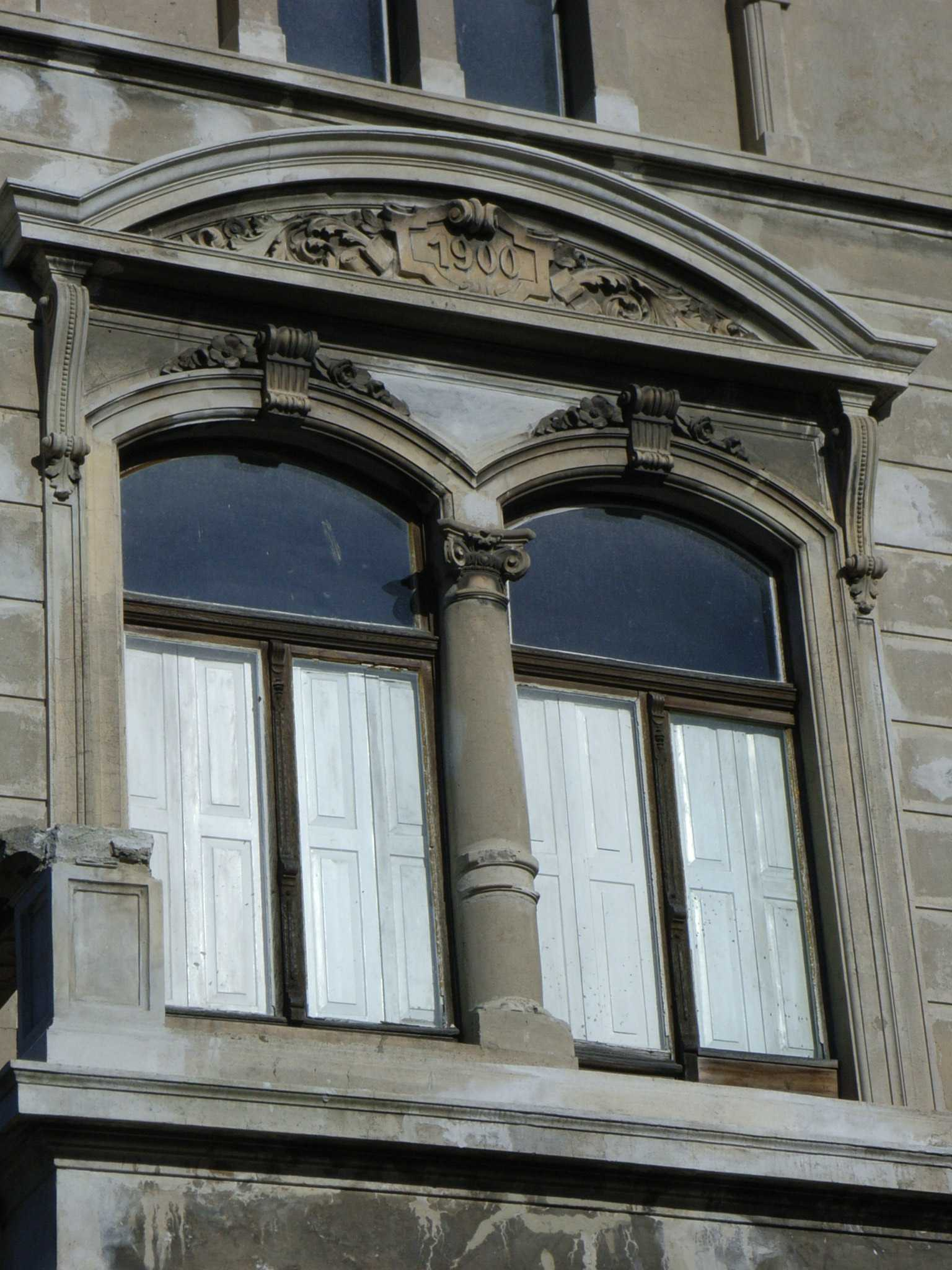
Historismus der Belle Époque

Unter Jahrhundertwende versteht man im Allgemeinen den Zeitraum einiger Jahre, in dem ein Jahrhundert ins nächste übergeht.
Im engeren Sinn ist es der Epochensprung selbst, für den es jedoch zwei Sichtweisen gibt:
- Mathematisch streng genommen umfasst der Sprung die Jahreswende um die Jahre mit den letzten Ziffern 00 und 01 (siehe Jahr Null).
- Die Allgemeinheit sieht den Wechsel der Hunderterstelle vom Jahr ’99 auf das Jahr ’00 als Jahrhundertwende.

Die letzte Jahrhundertwende wurde zum Jahreswechsel 1999/2000 weltweit gefeiert, insbesondere in Ländern bzw. von Menschen mit gregorianischer Zeitrechnung.
Im Speziellen bedeutete die Zeitangabe „um die Jahrhundertwende“ den Wechsel vom 19. zum 20. Jahrhundert, also etwa speziell die Jahre 1896 bis 1910, das Fin de Siècle. Es war in Europa die Belle Époque, eine Zeit mit starken politischen und sozialen Änderungen in den Jahren vor dem Ersten Weltkrieg – und gleichzeitig sehr ausgeprägten Stilen in Architektur, Literatur und Kunst. Wegen der kulturellen Zeitenwende um 1914 spricht man vom langen neunzehnten Jahrhundert. 
Für die Jahrhundertwende vom 20. zum 21. Jahrhundert wird oft der Begriff Jahrtausendwende benutzt.